# Karnei Schomron
Karnei Schomron (hebräisch קַרְנֵי שׁוֹמְרוֹן; wörtlich: „Hörner von Samaria“) ist eine israelische Siedlung und Stadt, die 1977 im Nordwesten des palästinensischen Samaria, östlich von Kfar Saba gegründet wurde. Sie ist eine eigenständige israelische  Gemeindeverwaltung. Die Einwohnerzahl beträgt 9.713 (Stand: Januar 2022). Am 31. Dezember 2016 lebten in Karnei Shomron 7102 israelische Siedler.

## Lage
Karnei Schomron befindet sich im Westjordanland, 48 Kilometer nordöstlich von Tel Aviv und 85 Kilometer nördlich von Jerusalem.
Die Stadt grenzt an das Wadi Nahal Kana. Das Wadi soll die historische Grenze zwischen den Stämmen Ephraim und Manasse in der Zeit des ersten israelitischen Staates gewesen sein. Das Wadi wird von der Israel Nature and Parks Authority verwaltet und ist als Naturschutzgebiet eingetragen.

## Geschichte
1991 wurden vier israelische Siedlungen zusammengeführt, die den Namen Karnei Schomron erhielt:
- Karnei Shomron – 1977, von 450 Familien gegründet
- Ginot Shomron – 1984, von 850 Familien gegründet
- Neve Menachem – 1991, von 220 Familien gegründet
- Alonei Shilo – 1999, von 25 Familien gegründet

Auf die Karnei Shomron Mall erfolgte am 16. Februar 2002 ein Anschlag. Der Palästinenser Sadek Abdel Hafeth betrat an einem Samstagabend (Shabbat) das Einkaufszentrum und trug dabei einen Sprengsatz an seinem Körper. Am Eingang zu einer Pizzeria brachte der Selbstmordattentäter um 19:45 Uhr diesen Sprengsatz zur Detonation, wobei drei Jugendliche starben und 27 Menschen verletzt wurden, sechs von ihnen schwer. Zwei der Jugendlichen waren sofort tot, während das dritte Opfer erst am 27. Februar 2002 seinen Verletzungen erlag. Die Todesopfer waren Rachel Thaler (16 Jahre) und Keren Shatsky (15 Jahre) aus Ginot Shomron sowie Nehemia ’Amar (15 Jahre) aus Karnei Shomron. Die Volksfront zur Befreiung Palästinas übernahm die Verantwortung für den Anschlag und erklärte, dass der Attentäter ein 18-jähriger palästinensischer Teenager aus Qalqiliya gewesen sei.

## Einwohner
Das israelische Zentralbüro für Statistik gibt bei den Volkszählungen vom 4. Juni 1983, 4. November 1995 und vom 28. Dezember 2008 für  Karnei Schomron folgende Einwohnerzahlen an:
| Jahr der Volkszählung | 1983 | 1995 | 2008 |
| Anzahl der Einwohner  | 730  | 5040 | 6559 |

## Bürgermeister
- Herzl Ben-Ari bis 2018
- Yigal Lahav seit 2018

## Bekannte Bewohner der Ansiedlung
Der Oberrabbiner von Karnei Shomron ist Rabbi Yitzhak Halevy. Herzl Ben-Ari ist der Bürgermeister von Karnei Shomron.
- Michael Ben-Ari (* 1963), israelischer Politiker
- Mosche Feiglin (* 1962), israelischer Politiker
- Schmuel Sackett, israelischer Politiker

## Rechtliche Frage
Die Vereinten Nationen (UNO) betrachten die israelischen Siedlungen im Westjordanland (bzw. Judäa und Samaria) als illegal errichtet, da dieses Gebiet nach ihrer Ansicht nicht zum Staatsgebiet Israels zählt. Die israelische Regierung bestreitet diese Rechtsauffassung.